# 42 Aquilae
Désignations
42 Aquilae, abrégé 42 Aql, est une étoile seule de la constellation de l'Aigle. 42 Aquilae est sa désignation de Flamsteed. C'est une étoile faible mais visible à l'œil nu dans des conditions d'observation appropriées, ayant une magnitude apparente de 5,45. D'après la mesure de sa parallaxe annuelle par le satellite Gaia, 42 Aql est situé à environ ∼ 104,6 a.l. (∼ 32,1 pc) de la Terre. Elle s'en rapproche actuellement avec une vitesse radiale héliocentrique de −38 km/s et devrait arriver à moins de 52 années-lumière du Soleil dans environ 752 000 ans.
Le type spectral de 42 Aquilae est F3 IV/V, ce qui correspond à une étoile de type F avec des traits spectraux mixtes d'une étoile de la séquence principale et d'une étoile sous-géante plus évoluée. Elle est âgée d'environ 1,3 milliard d'années et elle tourne relativement rapidement sur elle-même, ayant une vitesse de rotation projetée de 87 km/s. L'étoile a 1,26 fois la masse du Soleil et rayonne 5,76 fois la luminosité du Soleil à partir de sa photosphère à une température de 6 749 K. L'étoile est très probablement (99,3 % de chance) la source d'émission des rayons X qui proviennent de ses coordonnées